# 8 jours pour mon fils
Pour plus de détails, voir Fiche technique et Distribution.
8 jours pour mon fils (Eight Days to Live) est un téléfilm dramatique canado-américain réalisé par Norma Bailey, diffusé en 2006.

## Synopsis
Depuis quatre jours, Joe Spring a quitté sa bourgade pour joindre à une fête et n'a donné aucune nouvelle à sa famille qui, au jour le jour, commence à s'inquiéter : cette dernière, surtout la mère Teresa Spring, fait appel à un pilote d'hélicoptère pour lancer sa recherche…

## Fiche technique
- Titre original : Eight Days to Live
- Titre français : 8 jours pour mon fils
- Réalisation : Norma Bailey
- Scénario : David Fraser, Peter Smith et Greg Spottiswood, d'après un fait divers de Joe Spring.
- Direction artistique : Kerri Elliott
- Décors : Phil Schmidt
- Costumes : Patricia Hargreaves
- Photographie : Paul Sarossy
- Montage : Ralph Brunjes
- Musique : Robert Carli
- Production : Ken Gord, Shane Kinnear, Laurie McLarty et Virginia Rankin
- Société de production : Shaftesbury Films (en)
- Société de distribution : CTV
- Pays d'origine :  Canada et  États-Unis
- Langue originale : anglais
- Format : couleur - Dolby Digital
- Genre : drame
- Durée : 90 minutes
- Dates de diffusion :
  - États-Unis : 23 avril 2006 sur Lifetime
  - Canada : 28 mai 2006 sur CTV
  - France : 18 décembre 2006 sur [Laquelle ?]

## Distribution
- Kelly Rowan (VF : Marie-Laure Dougnac) : Teresa Spring
- Shawn Doyle (VF : Didier Cherbuy) : Tim Spring
- Dustin Milligan : Joe Spring
- Tegan Moss : Becca Spring
- Michael Eklund (VF : Emmanuel Karsen) : Weaver
- Ryan McDonell : Will Spring
- Ty Olsson (VF : Antoine Tomé) : Craig
- Gwynyth Walsh : Jodeen
- James Parks : Anderson
- Brian Markinson : Al
- Katharine Isabelle : Lucinda

 Source et légende : version française (VF) sur RS Doublage et selon le carton du doublage français télévisuel.

## Production

### Inspiré d'un fait divers
8 jours pour son fils est une histoire vécue du vrai Joe Spring, un adolescent de dix-neuf ans. Sans aucun signe depuis son départ le 21 mai 2001, il a été retrouvé huit jours après, un dimanche après-midi, grâce à l'hélicoptère de recherche de la Gendarmerie royale du Canada. Ce jeune homme était à moitié inconscient, souffrant de déshydratation totale et piégé dans sa voiture perdue dans la falaise, à trente-quatre kilomètres au nord de Williams Lake dans la région Cariboo de la province de Colombie-Britannique au Canada.

### Casting
La production a choisi Kelly Rowan dans le rôle de Teresa Spring, la mère du disparu. La présidente de CTV Susanne Boyce avait expliqué que l'actrice rapporte parfaitement au profil du personnage : « En tant que mère déterminée ne voulant pas quitter quand tout espoir était perdu, Kelly Rowan est l'actrice idéale pour donner vie à cette merveilleuse histoire ».

### Tournage
Annoncé par le réseau CTV, associé avec la production canadienne Shaftesbury Films, le tournage a débuté le 17 novembre 2005 à Vancouver, à Squamish et dans la chaîne Côtière de la Colombie-Britannique au Canada jusqu'au 14 décembre 2005.

## Audiences
Le téléfilm a été vu par 1,7 million de téléspectateurs, lors de sa première diffusion canadienne.